# Józef Rotstadt
Józef Rotstadt pseud. Krasny, J. Czerwony, Joterko, Kr, Mianowski, rt (ur. 25 listopada 1877 w Warszawie, zm. 5 lutego 1932 w Moskwie) – publicysta, działacz SDKPiL i KPP.

## Życiorys

### Wczesne lata
Był synem żydowskiego fabrykanta Jakuba i Rozalii z domu Blumenthal. Od 1900 publikował w „Przeglądzie Tygodniowym”, „Niwie Polskiej” i „Gońcu Łódzkim”. Od 1901 członek Stowarzyszenia Pracowników Handlowych wyznania mojżeszowego w Warszawie, w którym kierował frakcją lewicowo-rewolucyjną. W latach 1904–1905 redaktor wydawnictwa informacyjnego „Rocznik Warszawski”. 2 maja 1905 wstąpił do SDKPiL. Organizator i członek 3-osobowego zarządu organizacji warszawskich handlowców, w 1906 był kierownikiem lubelskiej, a następnie łódzkiej organizacji SDKPiL. Potem został sekretarzem centralnej redakcji SDKPiL w Warszawie i współredaktorem nielegalnego pisma „Czerwony Sztandar”. Pod koniec grudnia 1906 został aresztowany i osadzony na Pawiaku, potem był więziony m.in. w Smoleńsku i Irkucku, zwolniony pod koniec 1913. 

### I wojna światowa i czas rewolucji
Podczas I wojny światowej działał m.in. w Wiedniu i Genewie, gdzie był członkiem kolegium redakcyjnego „Gazety Robotniczej” - formalnego organu Komitetu Warszawskiego SDKPiL. Znał osobiście Lenina. Od jesieni 1915 działał ponownie w Warszawie, będąc jednym z czołowych propagandystów SDKPiL. W czerwcu 1916 został członkiem zarządu Towarzystwa „Wiedza Robotnicza” oraz redaktorem i czołowym publicystą „Naszej Trybuny”. Od jesieni 1916 do listopada 1917 więziony w obozie w Havelbergu. W listopadzie 1918 był współorganizatorem Warszawskiej Rady Delegatów Robotniczych (RDR). Zredagował jedyny numer „Wiadomości Rady Delegatów Robotniczych m. Warszawy”. 16 grudnia 1918 wziął udział w I (założycielskim) Zjeździe KPRP/KPP w Warszawie. Od końca grudnia 1918 działał w Zagłębiu Dąbrowskim, w Zagłębiowskim Komitecie Okręgowym (KO) KPRP. 27 stycznia 1919 został przedstawicielem KPRP w Komitecie Wykonawczym Rady Delegatów Robotniczych Zagłębia Dąbrowskiego. Odpowiadał za Wydział Kulturalno-Oświatowy tej RDR. Współredaktor „Wiadomości Rady Delegatów Robotniczych Okręgu Sosnowieckiego” i pisma „Komunista”. W maju 1919 został delegatem KPRP na Węgry, w Budapeszcie organizował polskich robotników i żołnierzy do walki w obronie Węgierskiej Republiki Rad. Redaktor i wydawca polskiego pisma „Gazeta Czerwona” i autor broszury „Węgry i Polska”. W sierpniu 1919, po upadku Węgierskiej Republiki Rad, podjął działalność w Wiedniu, gdzie redagował polskojęzyczny tygodnik komunistyczny „Świt” i wydawał propagandowe broszury. Od 1921 działacz Komunistycznej Partii Górnego Śląska i współpracownik jej pism „Czerwony Sztandar” i „Oberschlesiche Rote Fahne”. Działał też w sowieckim wywiadzie w południowo-wschodniej Europie. 

### W Związku Radzieckim
Od 1922 działał w Rosji sowieckiej, gdzie wstąpił do RKP(b) z zaliczeniem stażu partyjnego od 1904. Pracował w Komisariacie Ludowym Spraw Zagranicznych Rosyjskiej Federacyjnej Republiki Radzieckiej (RFSRR), potem został kierownikiem Biblioteki Akademii Socjalistycznej w Moskwie. Współpracownik Biura Polskiego Komitetu Centralnego (KC) RKP(b) i jego pismem „Trybuną Komunistyczną”. Uczestnik IV Kongresu Kominternu jesienią 1922. W maju 1923 założył Centralne Wydawnictwo Ludów ZSRR i objął jego kierownictwo. 18 października 1923 wstąpił do Wszechzwiązkowego Stowarzyszenia Starych Bolszewików. Był również członkiem Wszechzwiązkowego Stowarzyszenia Byłych Katorżników i Zesłańców Politycznych. 23 stycznia 1925 został sekretarzem odpowiedzialnym Polskiej Komisji Historii Partii KC WKP(b) i kierownikiem Polskiego Archiwum Komunistycznego. W listopadzie-grudniu 1925 brał udział w IV Konferencji KPP w Moskwie. Był żonaty z działaczką SDKPiL Rozalią z Rozradowskich, z którą miał córkę i syna, a następnie z działaczką komunistyczną Lilą Liebling.